# Rafiu Durosinmi
Rafiu Durosinmi, né le 1er janvier 2003 à Lagos au Nigeria, est un footballeur nigérian qui évolue au poste d'avant-centre au Viktoria Plzeň.

## Biographie

### MFK Karviná
Né à Lagos au Nigeria, Rafiu Durosinmi est formé par le club local de la Box2Box FC, avant de rejoindre la Tchéquie et le club du MFK Karviná en 2021. Il joue son premier match en en professionnel avec ce club, le 17 octobre 2021 lors d'une rencontre de championnat face au SK Sigma Olomouc. Il entre en jeu à la place et son équipe s'incline par deux buts à zéro.
Durosinmi inscrit son premier but en professionnel le 5 février 2022, lors d'une rencontre de championnat face au SK Slavia Prague. Il entre en jeu et donne la victoire à son équipe en inscrivant le seul but de la partie.

### Viktoria Plzeň
Le 9 janvier 2023, Rafiu Durosinmi rejoint le FC Viktoria Plzeň sous la forme d'un prêt jusqu'à la fin de la saison. Le club dispose d'une option d'achat sur le joueur. Il arrive dans un premier temps dans un rôle de remplaçant de Tomáš Chorý, l'habituel titulaire au poste d'avant-centre du Viktoria.
Durosinmi joue son premier match sous ses nouvelles couleurs le 28 janvier 2023, lors d'une rencontre de championnat face au FC Hradec Králové. Il entre en jeu à la place de Jan Kopic et son équipe est battue par deux buts à un.
Le 1er juillet 2023, le Viktoria Plzeň lève l'option d'achat et Durosinmi s'engage définitivement avec le club pour un contrat de trois ans, soit jusqu'en juin 2026.
Le 17 septembre 2023, Durosinmi se fait remarquer en réalisant son premier doublé pour le Viktoria Plzeň, lors d'une rencontre de championnat face au FC Zlín. Titulaire, il délivre également une passe décisive pour Pavel Šulc en plus de ses deux buts, et participe à la victoire de son équipe par sept buts à un,. Le 21 octobre 2023, il sort blessé durant un match de championnat perdu face au FC Slovan Liberec (3-0 score final). Touché aux ligaments du genou, l'attaquant nigérian est absent des terrains pour plusieurs mois.